# Liste des prénoms kurdes
 (février 2017).
Si vous disposez d'ouvrages ou d'articles de référence ou si vous connaissez des sites web de qualité traitant du thème abordé ici, merci de compléter l'article en donnant les références utiles à sa vérifiabilité et en les liant à la section « Notes et références ».
Cet article est une liste des prénoms kurdes

## Masculin
- Haut – A
- B
- C
- D
- E
- F
- G
- H
- I
- J
- K
- L
- M
- N
- O
- P
- Q
- R
- S
- T
- U
- V
- W
- X
- Y
- Z

### A
- Adan
- Adile
- Afran
- Afrîn
- Agir
- Agirî
- Agrîn
- Ajar
- Ajeng
- Akam
- Akar
- Ako
- Akrê
- Alan
- Aman
- Allan
- Alaz
- Amanc
- Amed
- Araz
- Armanc
- Artîn
- Aso
- Asos
- Asti
- Azad
- Aza
- Azî
- Azwer
- Arda
- Alxas
- Azadi
- Abdullah

### B
- Bermal
- Baran
- Bagro
- Bahoz
- Barzan
- Belên
- Bengi
- Behêz
- Berdoz
- Berwar
- Berzan
- Berhem
- Betîn
- Bilêse
- Bilind
- Birkan
- Blîmet
- Brûsk
- Birwa
- Biryar
- Boran
- Botan
- Bendan
- Berat
- Beran
- Becan
- Bertan
- Berxwedan

Beritan

### C
- Cengo
- Cihan
- Ciyan
- Coban
- Cano

### Ç
- Çekdar
- Çeko
- Çiya
- Çiyako
- Çoman

### D
- Dalaho
- Danyar
- Dara
- Dino
- Dîlan
- Dîdar
- Dirsîm
- Diyar
- Diyarî
- Diyako
- Dîlman
- Dîmen
- Dlovan
- Dersim
- Dîlovan
- Dastan
- Dilo
- Dilodîn
- Diljen
- Dara
- Dijwar
- Diren

### E
- Egîd
- Elend
- Efo
- Erdelan
- Erdewan
- Elwand
- Erwan
- Ejder
- Espar
- Ewîndar
- Erez
- Eval
- Ekin
- Elan

### F
- Firaz
- Ferhat
- Ferhad
- Ferman
- Fero
- Filît
- Firya
- Firat
- Fakir

### G
- Gare
- Goran
- Govend
- Gieno
- Gashen
- Giyan

### H
- Hebun
- Hawrê
- Hawraz
- Helmet
- Hejar
- Hêmin
- Helkewt
- Helgurd
- Helo
- Herdî
- Hewram
- Hewraz
- Hêja
- Hêriş
- Hîwa
- Hozan
- Homer
- Hêdî
- Hendrên
- Hogir
- Hidir
- Helat
- Hevidar
- Hêlîn
- Hevin
- Hamza

### J
- Jawero
- Jiwan
- Jîr
- Jîlemo
- Jîwar
- Jêhat
- Jiyan
- Jwan
- Jinda

### K
- Kalin
- Kardo
- Kejo
- Karwan
- Karox
- Kesra
- Kazêwe
- Karzan
- Kika
- Karza
- Kajaw
- Keje
- Keyna
- Koyo
- Kawa
- Keyan
- Kevan
- Kovan
- Kawan
- Kosar
- Karmand
- Kurdu
- Kevîr
- Kymlie

### L
- Las
- Lawçak
- Lêzan
- Lawin
- Lolav

### M
- Madyar
- Mardîn
- Merdox
- Mazlum
- Meryem
- Merîwan
- Mîlan
- Mîran
- Mendo
- Mako
- Mervan

Mirzan

### N
- Narî
- Navdar
- Nawdar
- Nasîko
- Nisko
- Nebez
- Nehroz
- Nesrew
- Newşîrwan
- Nekeroz
- Nêçîrwan
- Neshwan
- Nuhat

### P
- Perwin
- Pejar
- Peşêw
- Piştîwan
- Pişko
- Pêşeng
- Peljin
- Polan
- Pelin
- Pale
- Pelda
- Payan
- Pola

### R
- Rajan
- Raman
- Robin
- Ramyar
- Rêbwar
- Rêwan
- Rêbaz
- Rênas
- Rêbîn
- Rêkewt
- Rêzan
- Rewan
- Rojat
- Rojan
- Rojdar
- Rojhat
- Rosan
- Rehan
- Rodi

Rojbin
Rozerîn

### S
- Saro
- Sakar
- Sako
- Samal
- Samrend
- Sangar
- Sengaw
- Serdest
- Serkan
- Servan
- Serko
- Simko
- Sîrwan
- Soran
- Sercan
- Serok
- Sidâr
- serhat

### Ş
- Şaho
- Şêrwan
- Şemal
- Şemzîn
- Şêrko
- Şilan
- Şoriş
- Şiwan
- Şervano

### T
- Tajdîn
- Talan
- Tewran
- Tîrêj
- Tîrvan
- Tomar
- Taylan

### W
- Wirya
- Welat
- Werzan
- Warhêl

### X
- Xebat
- Xerzan
- Xonas
- Xelat
- Xerdel
- Xemu

Xode da

### Z
- Zagros
- Zal
- Zana
- Zanyar
- Zimnako
- Zîlan
- Zinar
- Zîrek
- Zorab
- Zoran
- Zerdeşt
- Zêbar
- Ziryan
- Zozan
- Zoro

## Féminin
- Haut – A
- B
- C
- D
- E
- F
- G
- H
- I
- J
- K
- L
- M
- N
- O
- P
- Q
- R
- S
- T
- U
- V
- W
- X
- Y
- Z

### A
- Adan
- Adar
- Agrîn
- Aheng
- Ajda
- Ajîn
- Ajna
- Ajwan
- Ala
- Alîn
- Alûs
- Aman
- Ara
- Aran
- Araz
- Arîman
- Arîn
- Ariya
- Arjen
- Asê
- Aksa
- Askê
- Aşna
- Aştî
- Astan
- Avan
- Avbîn
- Avîn
- Avşîn
- Avzêl
- Avzen
- Awaz
- Awîng
- Awira
- Axîn
- Azade
- Azîn
- Aynur
- Arzu
- Azal
- Alina
- Aleyna
- Alev

### B
- Bahar
- Bajîlan
- Bejan
- Beyan
- Berfîn
- Berivan
- Bezma
- Benaz
- Berken
- Bada
- Bermal
- Bêxal
- Bahoz
- Biryar
- Bircan
- Birca
- Birwa
- Besna
- Beyan
- Belar
- Beritan
- Bercem
- Binaz
- Berivan
- Bendewa
- Berbang

### C
- Cansu
- Ciwana
- Cane
- Civan
- Canan
- Ceylan
- Celine

### Ç
- Çuwan
- Çawcuwan
- Çawreş
- Çinûr
- Çiro
- Çîmen
- Çopî
- Çare
- Çarçel

D
- Dîlan
- Dilniya
- Diyana
- Dîmen
- Dilek
- Dersima
- Dilovan
- Dilber
- Dilar
- Dilsah
- Derya
- Dila
- Dilchem
- Dîna
- Dilevine
- Dilan
- Dilara
- Dilnaz
- Delal
- Dihok
- Dilba
- Dilara
- Dever
- Derman
- Dilvan
- Daban
- Daxas

- Dijle
- dicle

- Delvera
- DELAL

### E
- Esrîn
- Estê
- Estêre
- Evîn
- Esmer
- Ezo
- Elvan
- Evindar
- Erzo
- Ewaz
- Evon
- Evzer
- Exter
- Ezma
- Evzan
- Elegez
- Elind
- Edgar

### F
- Firmêk
- Fênik
- Fidan
- Firyal
- Ferman
- Felek
- Ferzine
- Ferinda

### G
- Gerdan
- Gelawêj
- Guilda
- Gulala
- Gulistan
- Gizing
- Gulbahar
- Gulizar
- Gulsen
- Gulseren
- Gulnaz
- Gulveda
- Gilya
- Giraw

### H
- Hana
- Havîn
- Hawîn
- Helale
- Heyvyar
- Hêlîn
- Hêro
- Hêvyar
- Huryé
- Hazal
- Hejar
- Helin
- Hejin

Hêja

### J
- Jîno
- Jiyar
- Jiwan
- Jîr
- Jale
- Jêla
- Jinda

### K
- Kalin
- Kalê
- Kanî
- Kejal
- Kwêstan
- Kurdistan
- Kece
- Keyna
- Kidan
- Kerimane
- Khanda

### L
- Lavine
- Lori
- Lerzan
- Lorin

### M
- Midya
- Mehabad
- Mira
- Mircan
- Mirhiban
- Meyan
- Mandana
- Medya
- Mîna
- Mestan

 Meral

### N
- Nalîn
- Naskê
- Naskol
- Nejbir
- Neşmîl
- Nermîn
- Nexşîn
- Niyaz
- Niyan
- Nîştman
- Nursel
- Naze
- Nazenin
- Nubahar

### P
- Perîxan
- Pirşing
- Peljin
- Perwin
- Perî
- Pîroz
- Pejna
- Pelek
- Pelda

### R
- Ranye
- Razan
- Rojîn
- Rûnak
- Rêjne
- Rojda
- Rojbin
- Roza
- Rozalin
- Reben
- Rihan
- Revend
- Rona
- Rundik
- Ronar
- Robin
- Rojava

### S
- Sabryia
- Sazan
- Sema
- Seyran
- Sikala
- Srûşt
- Sewe
- Stran
- Sîvan
- Sozan
- Sozin
- Sokar
- Sûlav
- Shevine
- Sînem
- Sîbel
- Spehî
- Solav

- Solin
- Suzan
- Sara
- Sera
- Serya
- Seryal
- Suz
- Sozin

### Ş
- Şîlan
- Şilêr
- Şoxan
- Şine
- Şino
- Şevin
- Şepol
- Şemam
- Sewe
- Şahin
- Şores

### T
- Tablo
- Tanya
- Tara
- Telar
- Telican
- Tenya
- Trîfa
- Tîroj
- Torin
- Tülin

### V
- Viyan
- Veman
- Vejan
- Vîn

### X
- Xonaw
- Xezal
- Xeyal
- Xezêm
- Xozge
- Xanim
- Xelalt

### Z
- Zayele
- Zeyno
- Zîn
- Zozan
- Zana
- Zadina
- Zara
- Zera
- Zelin
- Zerya
- Zevîn
- Zîlan
- Zelal

 Zhiwar